# 弗朗索瓦·吕德

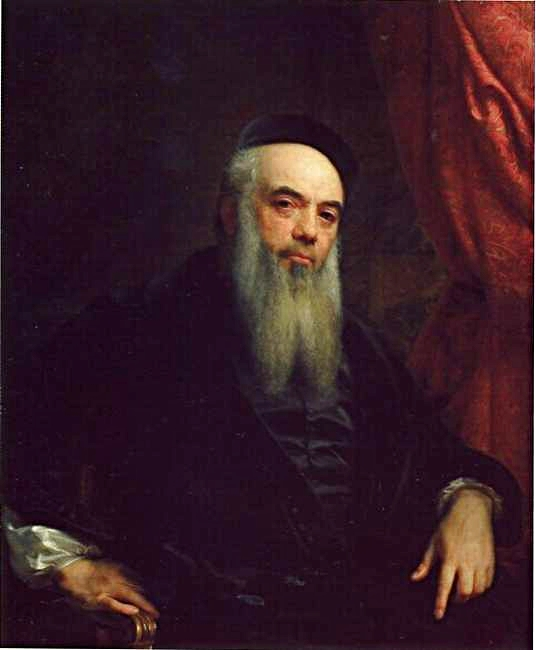
弗朗索瓦·吕德

弗朗索瓦·吕德（法語：François Rude，發音：[fʁɑ̃swa ʁyd]；1784年1月4日—1855年11月3日），法国雕塑家。
吕德出生于法国中东部的第戎，年轻时和父亲一起为人修造炉灶，1809年从第戎的艺术学校毕业到巴黎深造，1812年获去罗马的奖学金。波旁王朝复辟后，他去布鲁塞尔接受工作，在那里和拿破仑女儿的朋友索菲·弗伦艾结婚，又回到巴黎工作。

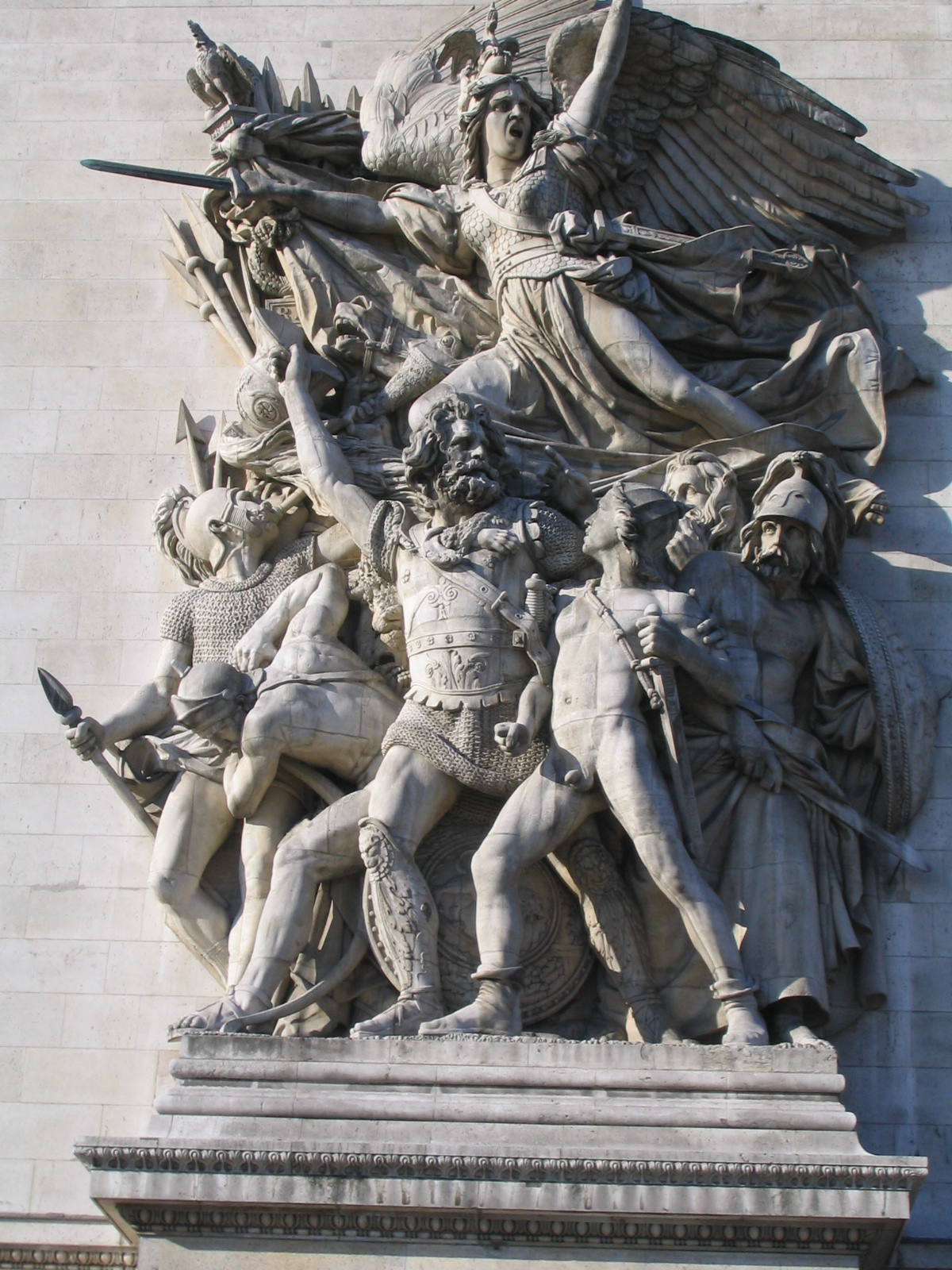
《马赛曲》

1833年，他由于其作品《和海龟玩耍的那不勒斯渔童》获得荣誉军团十字章，并得到为正在设计的凯旋门装饰的委任，其中的《马赛曲》（也叫“1792年志愿军出征”）成为吕德的不朽作品。
此外他重要的作品还有《拿破仑像》、《圣女贞德像》、《赫柏和裘比特的鹰》、《爱神的胜利》等。
吕德最重要的学生是卡尔波，他曾经根据自己的理解又创作了一个“那不勒斯渔童”。